# Whitford (Flintshire)
Whitford è un centro abitato del Galles, situato nella contea del Flintshire.